# Kofi Okyir
Kofi Okyir (* 7. Juni 1951) ist ein ehemaliger ghanaischer Leichtathlet.

## Karriere
Okyir nahm zweimal an den British Commonwealth Games teil: 1970 im schottischen Edinburgh schied er über 100 m bereits im Vorlauf, 1974 im neuseeländischen Christchurch scheiterte er über 200 m im Viertelfinale. Gemeinsam mit Albert Lomotey, George Daniels und Ohene Karikari gewann Okyir am 2. Februar 1974 die Silbermedaille im 4-mal-100-Meter-Staffellauf. Bereits im Januar 1973 hatte die ghanaische 4-mal-100-Meter-Staffel bei den Afrikaspielen mit Karikari, Daniels, Okyir und Lomotey die Silbermedaille gewonnen.
Seine persönliche Bestzeit über 100 Yards mit 9,40 s erreichte Okyir am 12. April 1974 in Austin; dies stellt bis heute die beste (elektronisch gestoppte) Zeit eines Afrikaners über diese Distanz dar. Am 29. März 1975 lief der Ghanaer die gleiche Distanz in Lake Charles unter irregulären Windverhältnissen in handgestoppten 9,2 s. Über 200 Yards kam Okyir im Jahr 1974 auf 20,8 s (handgestoppt).
Der 179 cm große und 70 kg schwere Okyir besuchte die Angelo State University und lebt heute in Houston, Texas.